# Désiré Koranyi
Pour les articles homonymes, voir Korányi.
Dezső Korányi Kronenberger, ou Désiré Koranyi, est un footballeur international hongrois naturalisé français né le 28 janvier 1914 à Szeged (Autriche-Hongrie aujourd'hui en Hongrie) et mort le 9 janvier 1981. Il mesurait 1,68 m pour 68 kg.

## Biographie
Il est avant-centre et buteur exemplaire au FC Sète pendant quinze ans. 
Désiré Koranyi effectue également une carrière d'entraîneur.
En hommage à ce joueur, une rue de Sète porte son nom.

## Carrière de joueur
- : Ujszegedi TC ( Hongrie)
- : Kecskeméti AC ( Hongrie)
- 1935-1939 : FC Sète ( France)
- 1940-1950 : FC Sète ( France)
- 1950-1951 : AC Arles ( France)
- 1951-1952 : SO Montpellier ( France)
- 1952-1955 : ESA Brive ( France)
- 1955-1956 : FC Sète ( France)
- 1957-1958 : US Lodève ( France)

## Carrière d'entraîneur
- 1950-1951 : AC Arles ( France) (entraîneur-joueur)
- 1952-1955 : ESA Brive ( France) (entraîneur-joueur)
- 1955-1956 : FC Sète ( France) (entraîneur-joueur)
- 1958-1959 : FC Metz ( France)

## Palmarès
- International français A de 1939 à 1942 (5 sélections et 5 buts marqués)
- Champion de France en 1939 et 1942 (Zone libre) (avec le FC Sète)
- Meilleur buteur du Championnat de France 1939 (27 buts) avec le FC Sète
- 157 buts marqués en championnat de France de D1 (16e meilleur buteur de tous les temps)